# Ла-Прери (город, Миннесота)
Ла-Прери (англ. La Prairie) — город в округе Айтаска, штат Миннесота, США. По данным переписи за 2010 год число жителей города составляло 665 человек.

## Географическое положение
По данным Бюро переписи населения США город имеет общую площадь в 4,38 км² (4,25 км² — суша, 0,13 км² — вода). Ла-Прери находится на берегах рек Миссисипи и Прери.
Через город проходят  US 169 (англ. US Highway 169) и  US 2 (англ. US Highway 2).

## История
Почтовый офис в Ла-Прери работал с 1890 по 1917 год. Город был назван в честь реки Прери, на которой он стоит.

## Население
В 2010 году на территории города проживало 356 человек (из них 49,7 % мужчин и 50,3 % женщин), насчитывалось 188 домашних хозяйств и 86 семей. На территории города было расположено 175 построек со средней плотностью 41,2 постройка на один квадратный километр суши. Расовый состав: белые — 23,3 %, коренные американцы — 73,6 %.
Население города по возрастному диапазону по данным переписи 2010 года распределилось следующим образом: 35,7 % — жители младше 21 года, 54,7 % — от 21 до 65 лет и 9,6 % — в возрасте 65 лет и старше. Средний возраст населения — 32,2 лет. На каждые 100 женщин в Ла-Прери приходилось 98,9 мужчин, при этом на 100 совершеннолетних женщин приходилось уже 106,0 мужчин сопоставимого возраста.
Из 188 домашних хозяйств 72,9 % представляли собой семьи: 31,4 % совместно проживающих супружеских пар (12,7 % с детьми младше 18 лет); 25,4 % — женщины, проживающие без мужей, 16,1 % — мужчины, проживающие без жён. 27,1 % не имели семьи. В среднем домашнее хозяйство ведут 3,02 человека, а средний размер семьи — 3,41 человека. В одиночестве проживали 22,0 % населения, 9,3 % составляли одинокие пожилые люди (старше 65 лет).
В 2015 году из 277 человек старше 16 лет имели работу 134. В 2014 году средний доход на семью оценивался в 31 083 $, на домашнее хозяйство — в 28 125 $. Доход на душу населения — 13 458 $ в год.